# رابین هود (فیلم ۱۹۷۳)
رابین هود (به انگلیسی: Robin Hood) انیمیشنی آمریکایی محصول سال ۱۹۷۳ کمپانی والت دیزنی است. این انیمیشن ابتدا در ۸ نوامبر ۱۹۷۳ در ایالات متحدهٔ آمریکا انتشار یافت. داستان این پویانمایی بر اساس افسانهٔ رابین‌هود و خصوصیت انسان‌نماییِ حیوانات ساخته شده‌است.

## صداپیشگان
| صداپیشگان     | نقش                    |
| ------------- | ---------------------- |
| برایان بدفورد | رابین‌هود (روباه)       |
| پیتر یوستینف  | پرنس جان (شیر)         |
| تری توماس     | سِر هیس (مار)           |
| فیل هریس      | جان کوچولو (خرس)       |
| پت بت رام     | داروغهٔ ناتینگهام (گرگ) |
| اندی دیویس    | پدر تاک (گورکن)        |
| راجر میلر     | راوی (خروس)            |
| مونیکا ایوانز | ماریان (روباه)         |
| کارول شلی     | لیدی کلاک (مرغ)        |
| کن کرتیس      | ناتسی (کرکس)           |
| جورج لیندسی   | تریگر (کرکس)           |

## دوبله
این انیمیشن چند بار به زبان فارسی دوبله شده‌است.